# Rewa (Kosakowo)
Rewa je vesnice v gmině Kosakowo v okrese Puck v Pomořském vojvodství v Polsku. Je to turisticky atraktivní letní letovisko na pobřeží Pucké zátoky Gdaňského zálivu Baltského moře.

## Další informace
Archeologické výzkumy dokládají v místě osídlení již v neolitu (Rzucewská kultura).
Rewa bývala rybářskou vesnicí (první písemná zmínka pochází z roku 1589 jako rybářská osada Riffe).
Rewa je turistickým letoviskem s písečnými plážemi a centrem vodních sportů (windsurfing a kitesurfing aj.). Nachází se zde dva malé přístavy, kostel svatého Rocha, fotbalové hřiště, autocamping, hotely, restaurace aj turistické atrakce.
Také se zde nachází cca 800 m dlouhá úzká písečná Rewská kosa (Cypel Rewski, Mierzeja Rewska) vzniklá na písečné mělčině. Rewa se nachází v Nadmořském krajinném parku (Nadmorski Park Krajobrazowy).
Rewa, která nabízí výhled na Helskou kosu, se nachází severně od vesnice Mosty.
Mořský kříž na Rewské kose je dalším turistickým lákadlem Rewy.

## Galerie

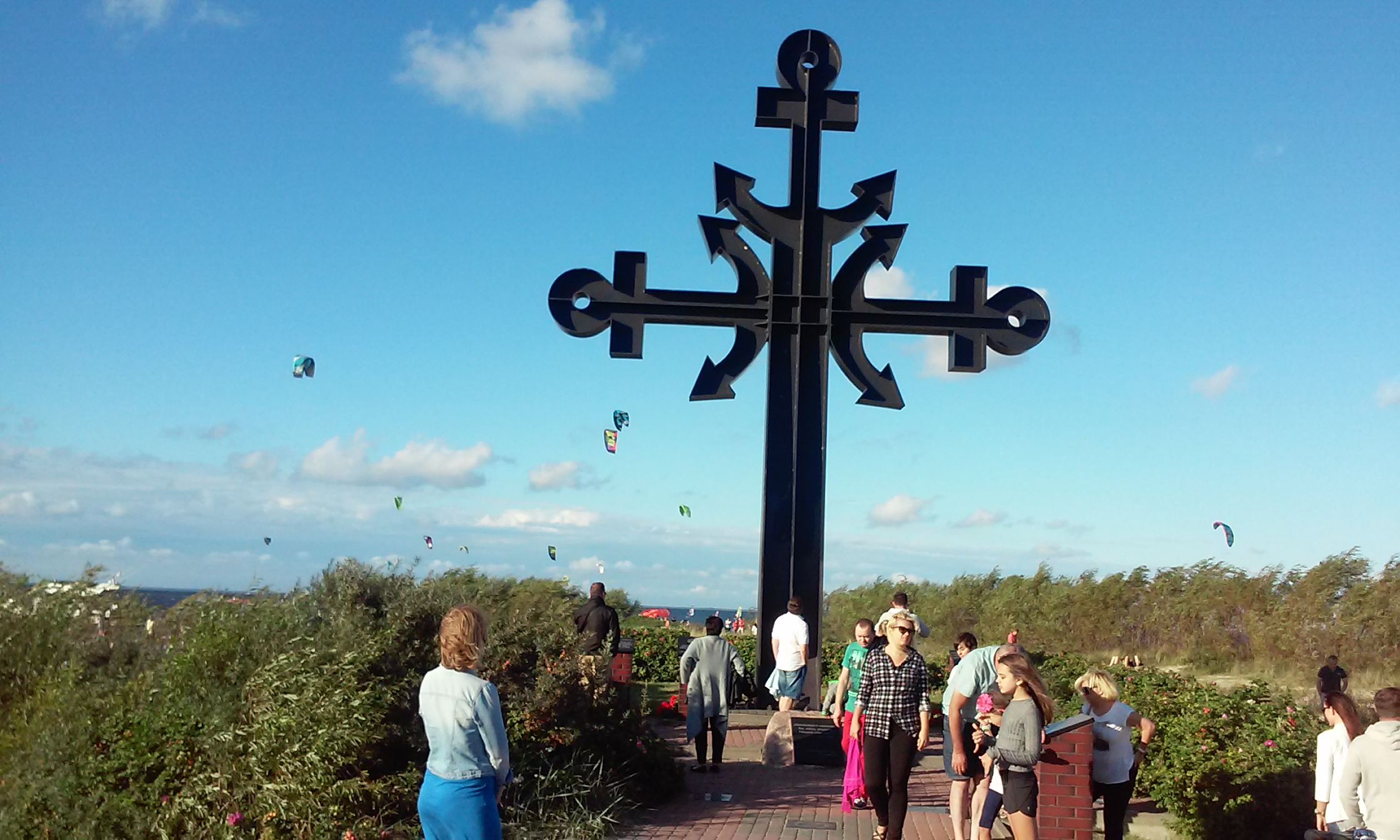
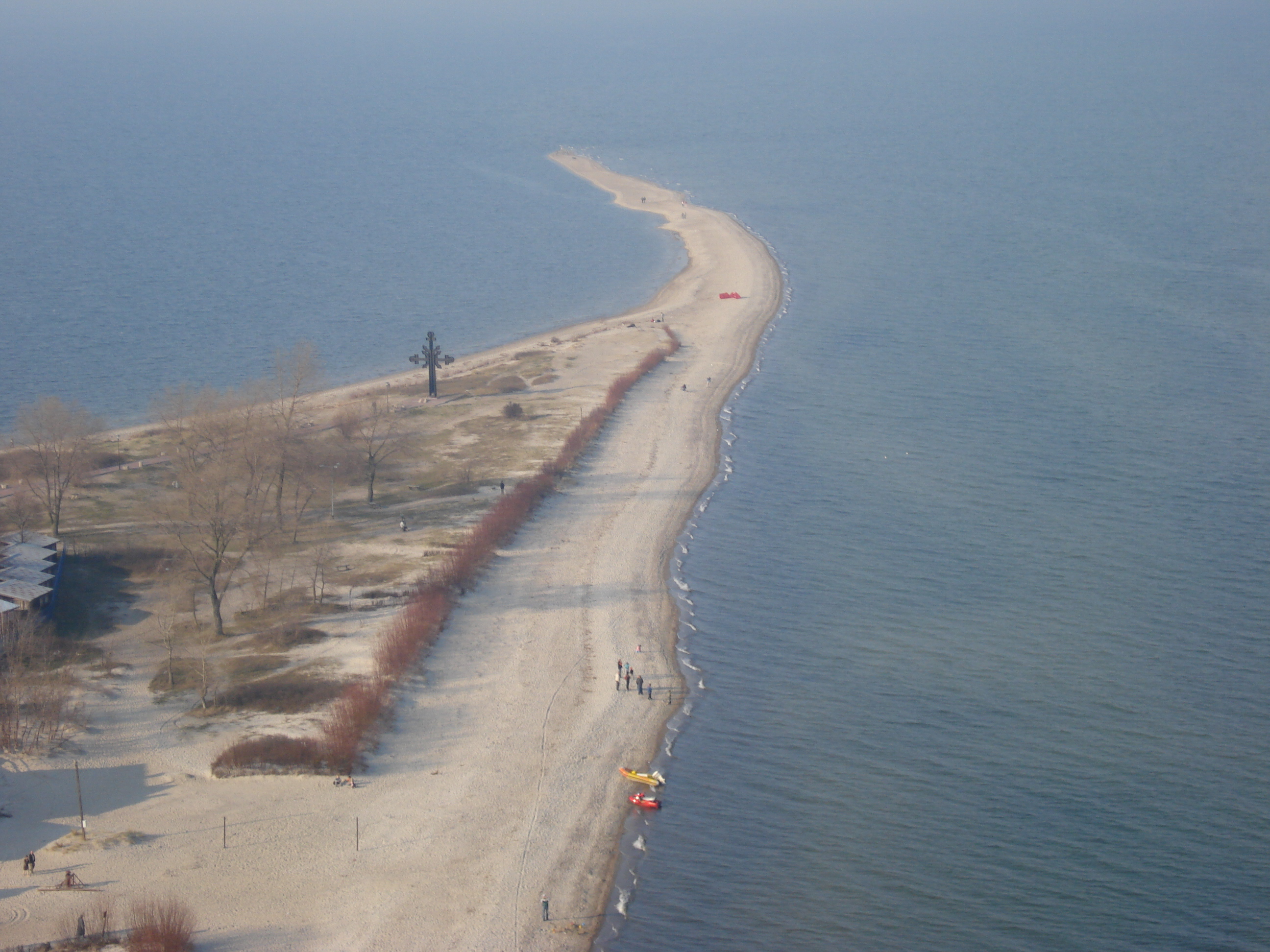
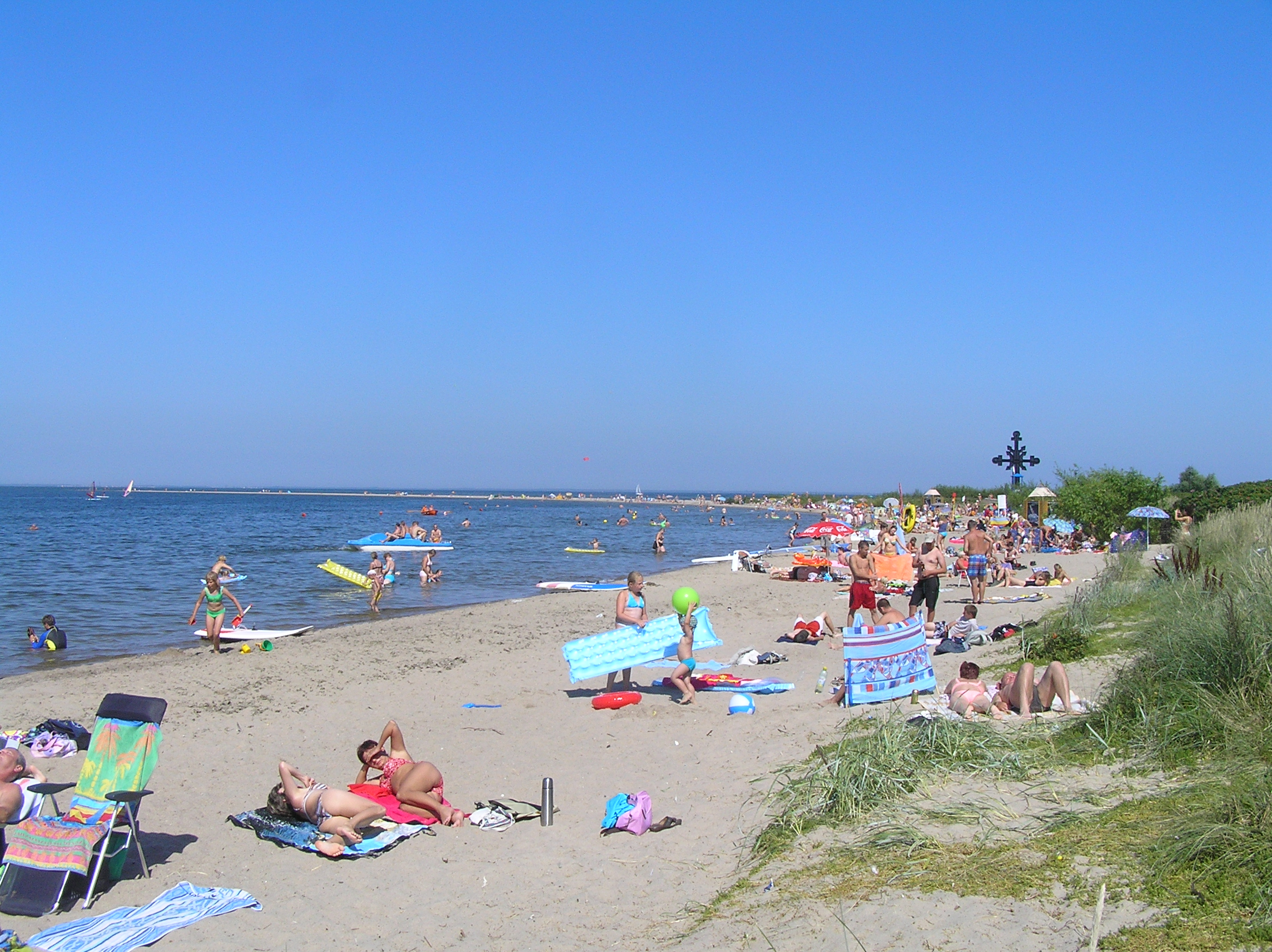
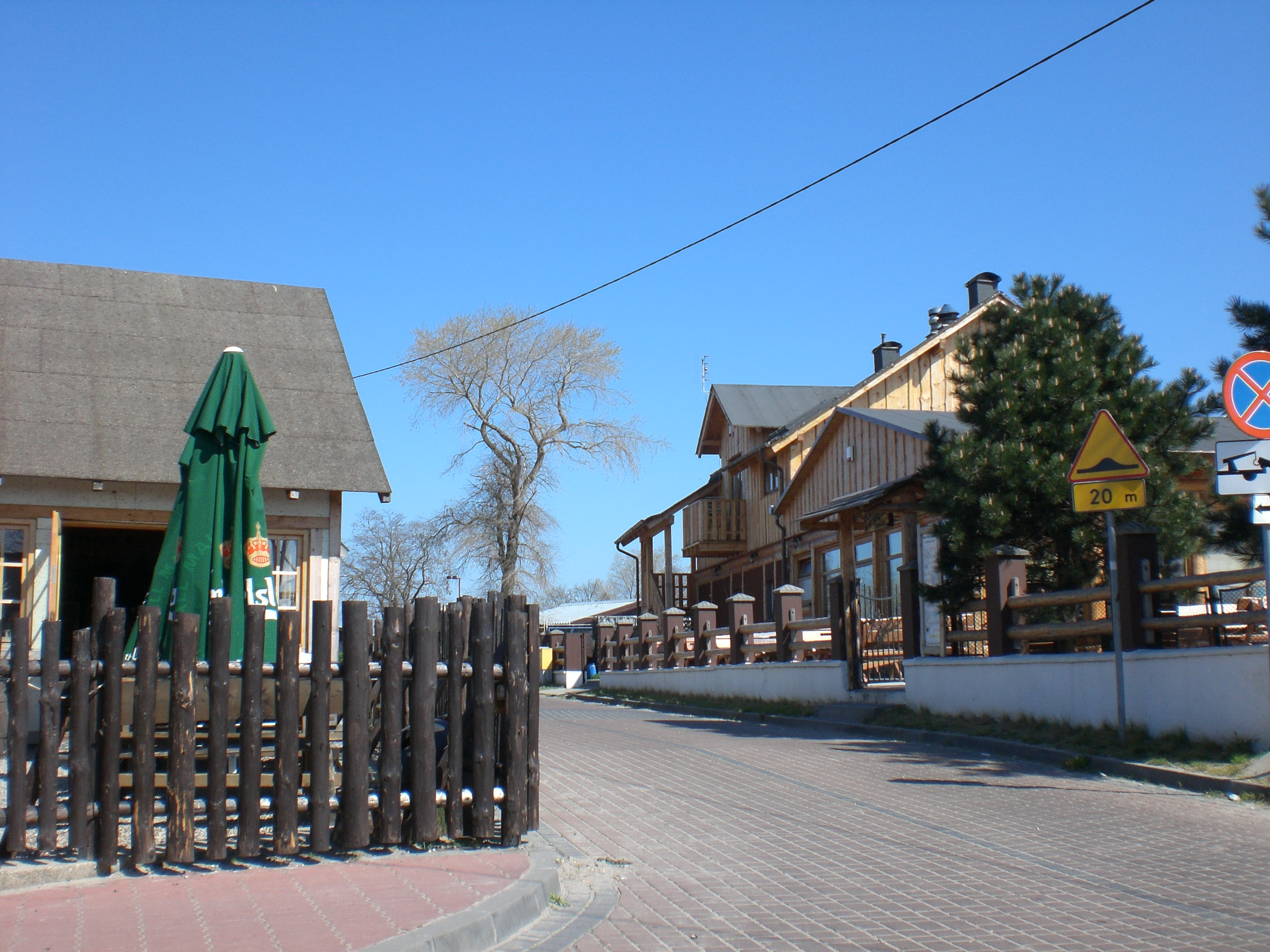
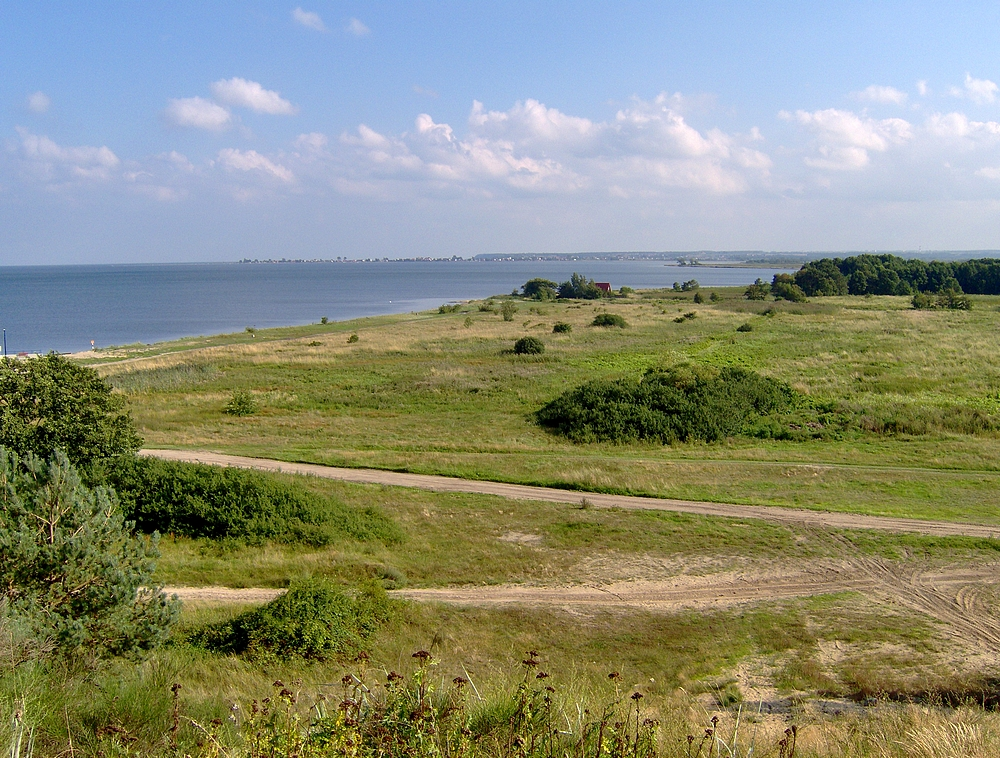
Pohled na Rewu od Osłonina